# Annette F. Braun

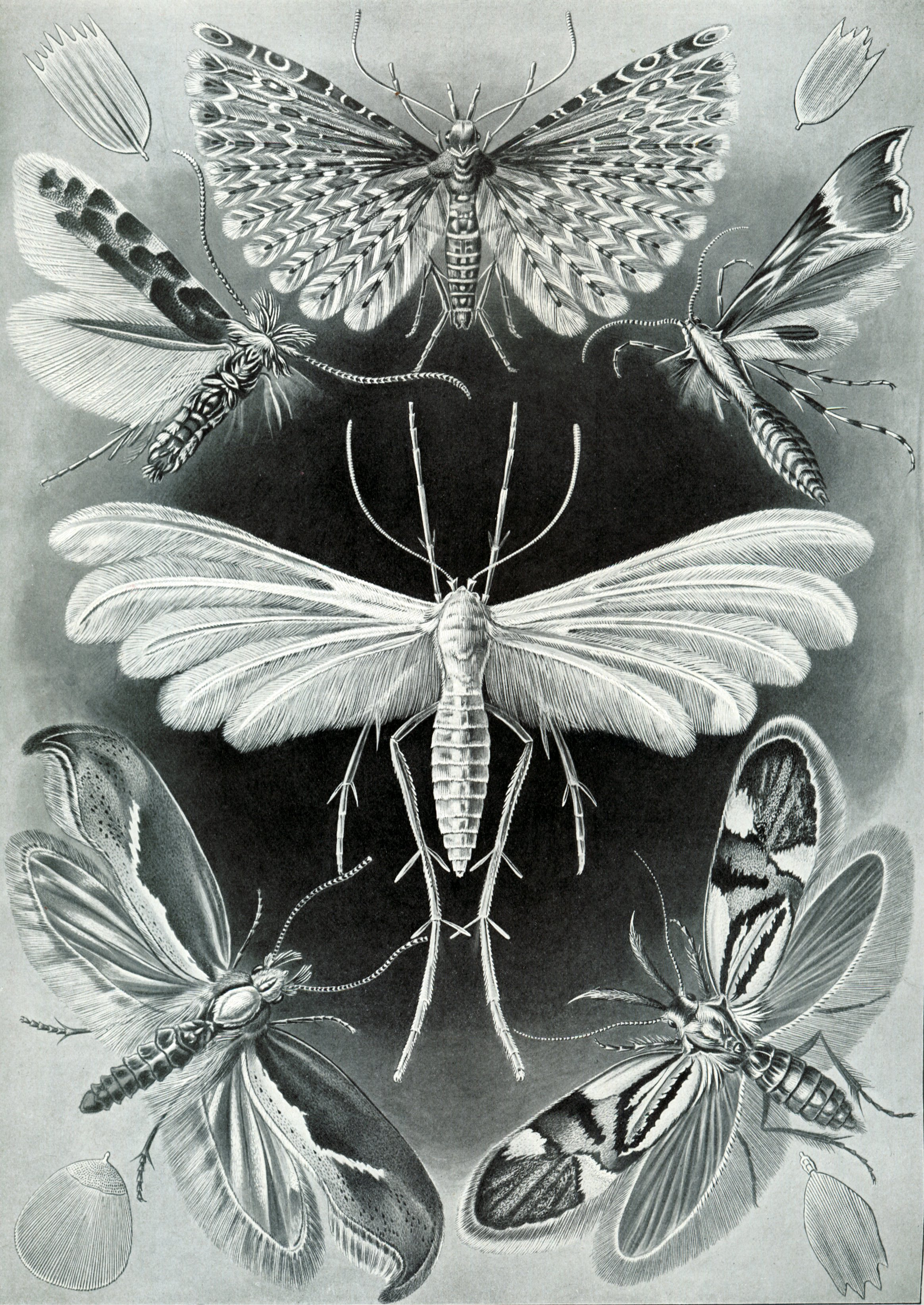
Alucita hexadactyla, Cnaemidophorus rhododactyla, Phyllonorycter populifoliella, Plutella xylostella, Pterophorus pentadactyla. Ernst Haeckels Kunstformen der Natur, 1904

Annette Frances Braun (* 24. August 1884 in Cincinnati, Ohio; † 27. November 1978 ebenda) war eine US-amerikanische Lepidopterologin. Sie war die erste Frau, die 1911 an der University of Cincinnati promovierte.

## Leben und Werk

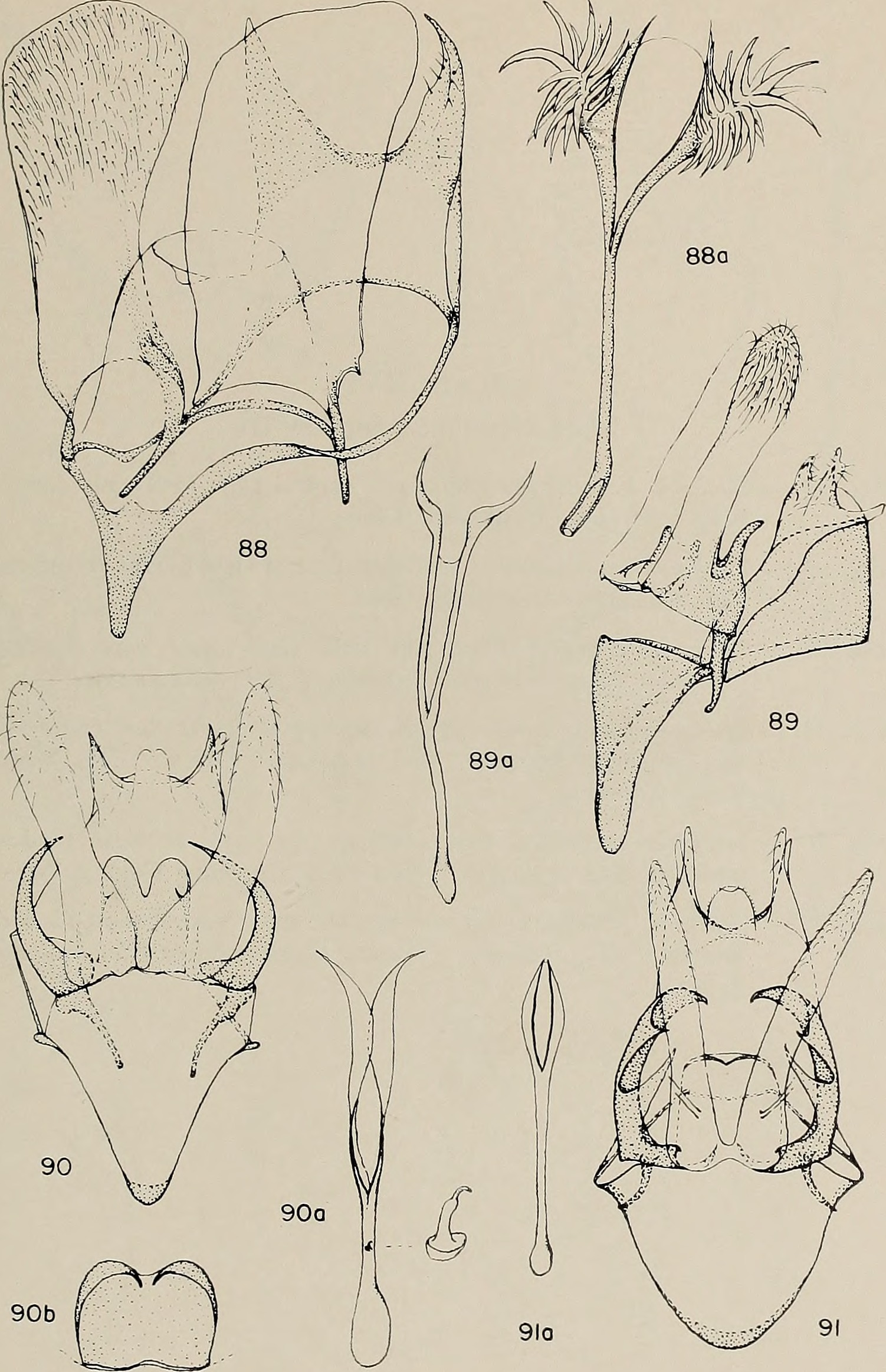
Details der männlichen Mottengenitalien, Tafel 15 aus einer Monographie von Annette Frances Braun über die Mottenfamilie Tischeriidae

Braun war die ältere von zwei Töchtern der Lehrerin Emma Moriah Wright Braun und des Schulleiters George Frederick Braun. Sie studierte an der University of Cincinnati, wo sie 1906 ihren Bachelor-Abschluss und 1908 den Master-Abschluss erhielt. Sie promovierte dort 1911 als erste Frau in Zoologie. Als sie sich 1902 an der Universität einschrieb, hatten nur wenige amerikanischen Frauen in Naturwissenschaften promoviert, wobei diese fast alle ihren Abschluss an rein weiblichen Universitäten gemacht hatten. Von 1911 bis 1919 forschte sie als Lehrassistentin der University of Cincinnati und forschte dann privat als Lepterologin. Ihr besonderes Interesse galt den Miniermotten.
Sie lebte in Mount Washington mit ihrer Schwester Emma Lucy Braun, mit der sie umfangreiche Feldstudien im Gebiet von Ohio durchführte und die Wälder der Appalachen von den Green Mountains bis zum Cumberland Gap studierte. Sie kauften 1930 ein Auto und unternahmen ausgedehnte Reisen durch die Appalachen, um zu kartieren, aufzuzeichnen und zu fotografieren.
Während ihres Lebens beschrieb sie mindestens 335 Arten und veröffentlichte zahlreiche wissenschaftliche Arbeiten, darunter vier große Monographien: Evolution of the color pattern in the microlepidopterous genus Lithocolletis (1914); Elachistidae of North America (Microlepidoptera) (1948); The Genus Bucculatrix in America North of Mexico (Microlepidoptera)(1963); Tischeriidae of America North of Mexico (1972). Sie war auch Illustratorin und fertigte ihre vielen detaillierten anatomischen Zeichnungen nur mit Hilfe einer Handlinse und eines Mikroskops an.
Zu den nach Braun benannten Arten gehören Argyresthia annetella und Glyphipterix brauni. Es gibt mehrere Arten, die vermutlich nach ihr benannt wurden: Sigela brauneata  (Swett, 1913); Ancylis brauni (Heinrich, 1931); Chionodes braunella (Keifer, 1931); Stigmata braunella (Jones, 1933); Acleris braunana  (McDunnough, 1934); Crambus braunellus  und  Glyphipterix brauni  Heppner, 1985. (Klammern um Autorenzitate weisen darauf hin, dass die Art bei der Erstbeschreibung in eine andere Gattung eingeordnet wurde.)
Ihre Bibliothek befindet sich jetzt im Cincinnati Museum of Natural History zusammen mit Arbeitsmanuskripten von den Büchern ihrer Schwester. Eine katalogisierte Sammlung von über 5000 Objektträgern mit begleitenden Feldnotizen wurde der Smithsonian Institution und die umfangreichen Sammlungen von ungefähr 30.000 Exemplaren Microlepidoptera wurden der Philadelphia Academy of Science übergeben.
Braun war 1926 Vizepräsidentin der American Entomological Society und war ehrenamtliche Treuhänderin des Cincinnati Museum of Natural History. Sie war intensiv in die Bemühungen involviert, herausragende Naturgebiete in Adams County, Ohio, zu erhalten.

## Ehrungen
Annette’s Rock ist ein nach Braun benannter Orientierungspunkt im Naturschutzgebiet Lynx Prairie in Ohio.

## Veröffentlichungen (Auswahl)
- 1908: Revision of the North American Species of the Genus Lithocolletis Hübner. Transactions of the American Entomological Society 34, S. 269–357.
- 1915: Notes on some species of Tischeria, with descriptions of new species (Lep.). Entomological News 26(6), S. 271–273.
- 1918: New Genera and Species of Lyonetiidae (Microlepidoptera). Entomological News 29(7), S. 245–251.
- 1920: Notes on Elachista with descriptions of new species (Microlepidoptera). Ohio Journal of Science 20, S. 167–172.
- 1927. New Microlepidoptera from Ontario. The Canadian Entomologist 59, S. 56–59.
- 1935. Notes and new species of Microlepidoptera. Transactions of the American Entomological Society 61, S. 45–52.
- 1948. Elachistidae of North America (Microlepidoptera). Memoirs of the American Entomological Society 13, S. 1–110.
- 1951: The Aesculus-Feeding Species of Exartema with Description of a New Species (Lepidoptera, Eucosmidae). Ohio journal of Science, 51 (6), S.  353–357.
- 1972: Tischeriidae of America north of Mexico (microlepidoptera). Memoirs of the American Entomological Society, 28, S. 1–148.
- Revision of the North American Species of the Genus Lithocolletis Hubner. Palala Press, 2015, ISBN 978-1-346-73358-6.